# テオスカー・ヘルナンデス
- テオスカル・エルナンデス

テオスカー・ホセ・ヘルナンデス（Teoscar José Hernández, 1992年10月15日 - ）は、ドミニカ共和国サンチェス・ラミレス州コトゥイ出身のプロ野球選手（外野手）。右投右打。MLBのロサンゼルス・ドジャース所属。

## 経歴

### プロ入りとアストロズ時代

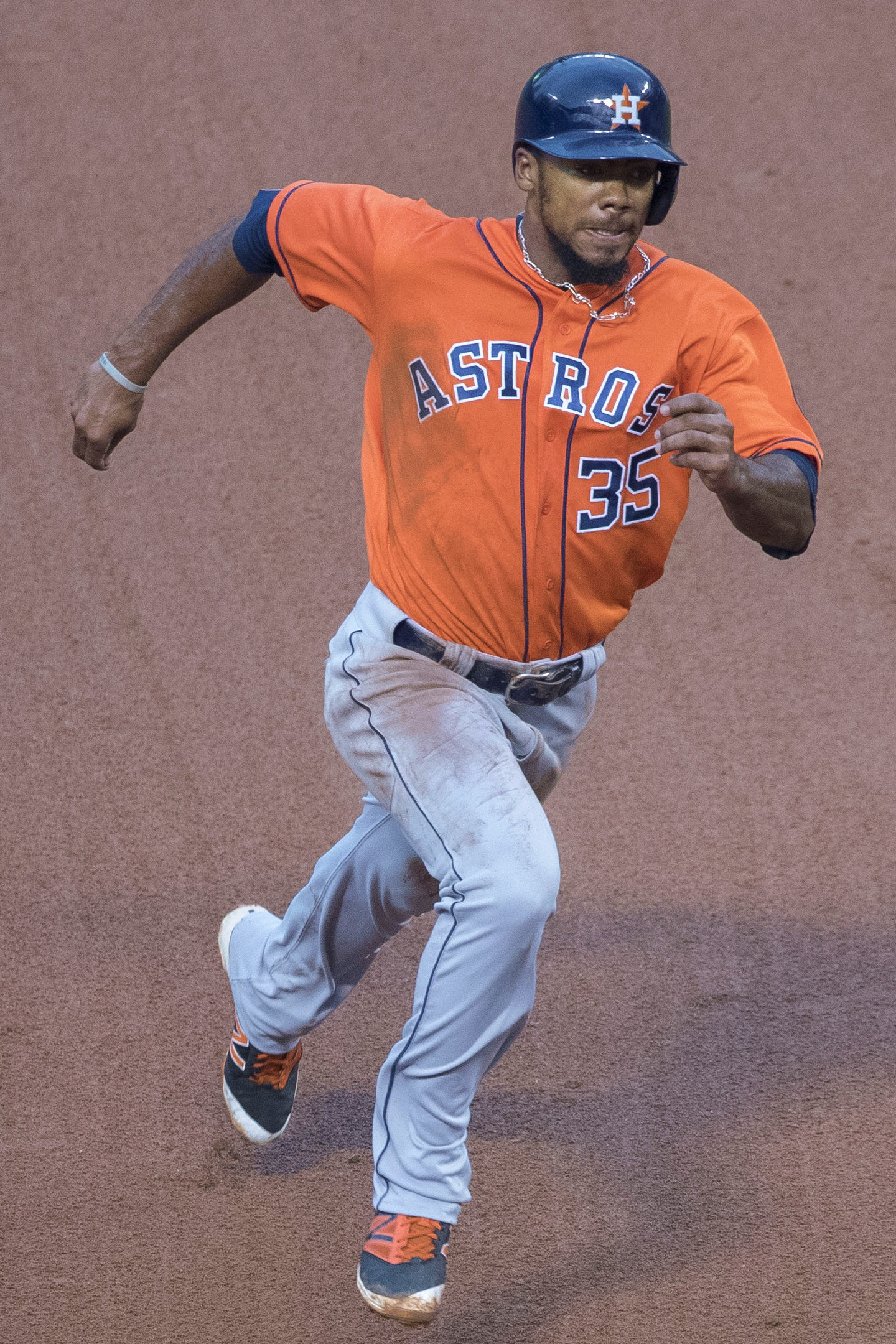
ヒューストン・アストロズ時代
（2016年8月21日）

2011年2月にヒューストン・アストロズと契約してプロ入り。契約後、傘下のルーキー級ドミニカン・サマーリーグ・アストロズでプロデビュー。65試合に出場して打率.274、7本塁打、35打点、16盗塁を記録した。
2012年にアメリカ合衆国本土に渡り、この年はルーキー級ガルフ・コーストリーグ・アストロズとA級レキシントン・レジェンズでプレー。2チーム合計で59試合に出場して打率.243、5本塁打、23打点、11盗塁を記録した。
2013年はA級クァッドシティーズ・リバーバンディッツでプレーし、123試合に出場して打率.271、13本塁打、55打点、24盗塁を記録した。
2014年はA+級ランカスター・ジェットホークスとAA級コーパスクリスティ・フックスでプレーし、2チーム合計で119試合に出場して打率.292、21本塁打、85打点、33盗塁を記録した。
2015年はAA級コーパスクリスティでプレーし、121試合に出場して打率.219、17本塁打、48打点、33盗塁の成績を残した。オフの11月には第1回WBSCプレミア12のドミニカ共和国代表に選出された。
2016年は開幕をAA級コーパスクリスティで迎えた。6月末にはAAA級フレズノ・グリズリーズへ昇格。メジャー初昇格までに2球団合計で107試合に出場して打率.307、10本塁打、53打点、34盗塁を記録した。8月12日にメジャー契約を結んでアクティブ・ロースター入りした。同日のトロント・ブルージェイズ戦にて「8番・中堅手」で先発出場してメジャーデビュー。6回裏にフランシスコ・リリアーノからメジャー初安打となる本塁打を放ち、この試合は4打数2安打、1打点、1四球の活躍で、チームも5-3で勝利した。この年メジャーでは41試合に出場して打率.230、4本塁打、11打点を記録した。

### ブルージェイズ時代
2017年7月31日にフランシスコ・リリアーノとのトレードで、青木宣親と共にブルージェイズへ移籍した。9月1日にセプテンバー・コールアップでマイケル・ソーンダース、リチャード・ウレーニャ、ルーク・メイリーと共にメジャーに昇格し、同日の試合でブルージェイズ移籍後初出場し、5回に移籍後初安打を記録した。9月10日のデトロイト・タイガース戦で移籍後初本塁打を記録し、同日は1試合2本塁打を記録し、2011年7月22日のJ.P.アレンシビアが記録した新人による初本塁打を記録した日に1試合2本塁打に並んだ。
2018年は開幕をAAA級バッファロー・バイソンズで迎えた。4月13日にジョシュ・ドナルドソンの故障者リスト入りに伴って昇格した。6月25日にブルージェイズの一員としてヒューストンに戻ってきた際に、チームメイトのタイラー・クリッパードから前年のワールドシリーズ優勝リングを受け取った。MLBで初めてフルシーズン左翼手として守備を行ったため守備面では難を見せたが、打撃面では初めて100試合の出場に到達した時点で51長打を放っていた。134試合に出場し、打率.239、22本塁打を記録した。
2019年のシーズン最初の2カ月は不振に陥り、打率.189、3本塁打だった。5月16日にオプションで降格した後、2週間後にMLBに昇格し、中堅手として改善されたプレーを見せた。125試合に出場し、26本塁打を記録した。
2020年はCOVID-19の影響で60試合の短縮シーズンとなる中で主軸選手として活躍し、自身初となるシルバースラッガー賞を受賞した。
2021年は開幕をMLBで迎え、ヤンキースとの開幕戦ではゲリット・コールから本塁打を記録するなどチームの勝利に貢献した。しかし、その後COVID-19に感染し、COVID-19特例故障者リスト入りした。4月30日にCOVID-19特例故障者リストから復帰した。7月1日にファン投票で自身初となるオールスターに選出された。オールスターゲーム前日の7月12日に「8番 左翼手」で先発出場することが発表された。7月13日に開催されたオールスターゲームでは2回表にオールスターゲーム初打席に立ち、ブルワーズのコービン・バーンズと対決したが、併殺打に打ち取られた。5回表に2打席目を迎えてマーリンズのトレバー・ロジャースからオールスターゲーム初安打を記録した。8月16日にプレイヤー・オブ・ザ・ウィークを受賞した。このシーズンは打率.296、32本塁打、116打点という成績を記録した。

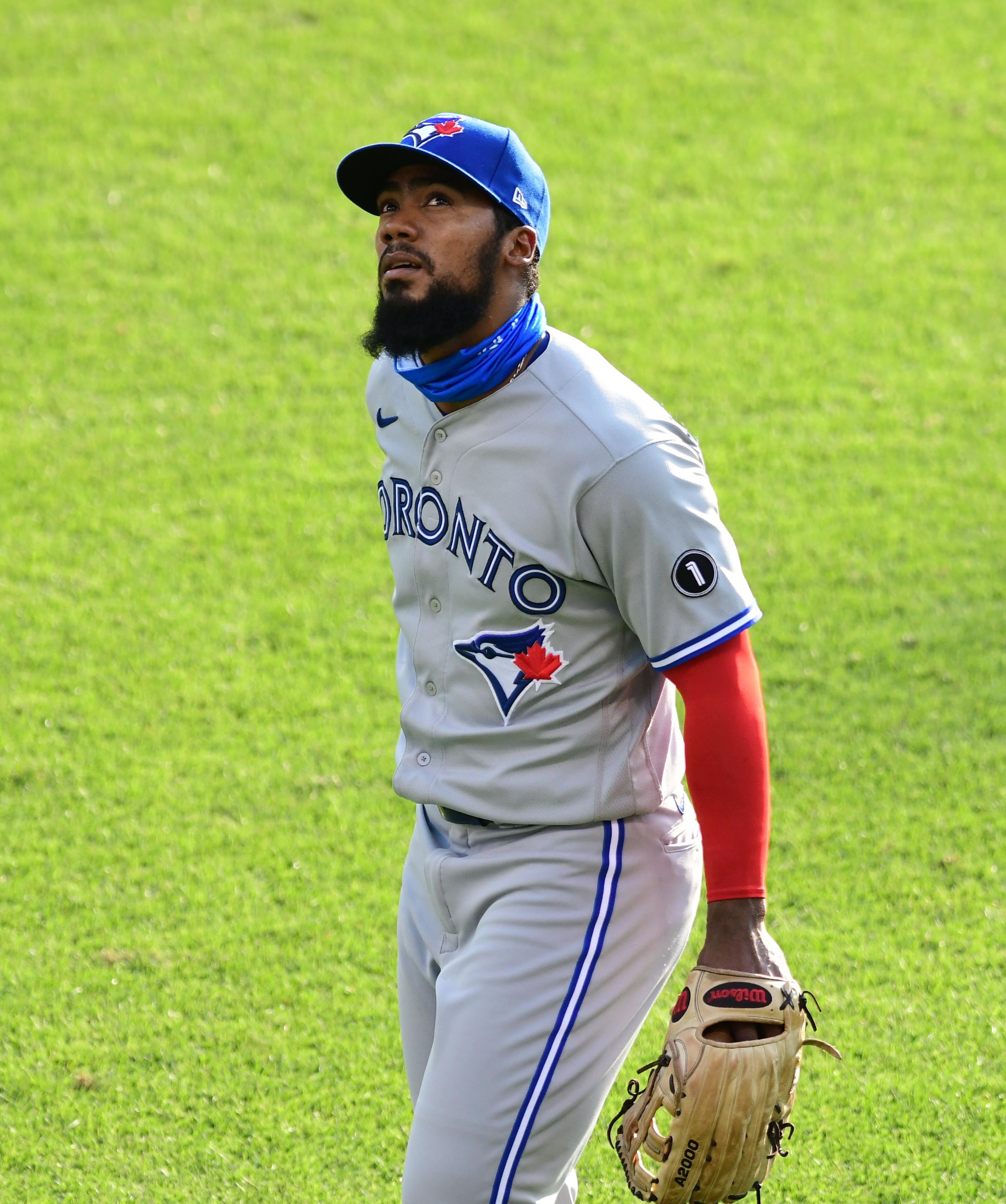
トロント・ブルージェイズ時代
（2020年7月27日）

オフの11月23日に自身初めてオールMLBチームのセカンドチーム外野手の1人に選出された。また2年連続でシルバースラッガー賞を受賞した。
2022年は開幕戦のテキサス・レンジャーズ戦では5回に同点となる3点本塁打を放ち、一時7点差をつけられていたチームの逆転勝ちに貢献した。このシーズンは4月14日に故障者リストに入ると打撃不振に陥り、5月終了時点で打率が1割台に沈んでいたが、6月以降は復調し最終的に131試合に出場、打率.267、25本塁打、77打点という成績を記録した。ポストシーズンではシアトル・マリナーズと対戦したワイルドカードシリーズ第2戦で元チームメイトのロビー・レイから2本の本塁打を放つ活躍をみせた。

### マリナーズ時代
2022年11月16日にエリック・スワンソン、アダム・マッコとのトレードで、マリナーズへ移籍した。
2023年はシーズン開幕前の3月に開催された第5回ワールド・ベースボール・クラシックのドミニカ共和国代表に選出された。シーズンでは160試合に出場して打率.258、26本塁打、93打点、7盗塁を記録した。オフの11月3日にFAとなった。

### ドジャース時代
2024年1月8日にロサンゼルス・ドジャースと1年総額2350万ドルで契約を結んだ。3月20日に開幕ロースター入りした。同日の開幕戦でドジャース移籍後初出場を果たした。7月15日に行われたホームランダービーでは決勝に進出し、決勝ではボビー・ウィット・ジュニアに勝利し優勝した。この年は154試合に出場し、打率.272、33本塁打、99打点、12盗塁を記録し、33本塁打は自身のキャリアハイを更新した。打順は主にMVPトリオの大谷、ベッツ、フリーマンの後の4番を任されドジャースの優勝に貢献した。
2024年オフにFAとなったが本人は残留を熱望。しかし交渉はまとまらず、一時は他球団への移籍の噂もあったが、3年総額6600万ドルでドジャースと再契約した。
2025年4月28日にMLB通算200号となる8号本塁打を記録した。

## 選手としての特徴・人物
長打力と勝負強さが武器のスラッガー。一方で選球眼に弱点を持ち、三振の多さも特徴。外野守備では広範囲で守れる他、強肩かつ正確な送球も魅力。
陽気な性格の持ち主であり、チームのムードメーカー的存在。
主な愛称は「テオ」。2017年以降は本塁打を打った同僚にヒマワリの種を投げつける祝福の儀式を行うことから、種を意味する「ミスター・シーズ」とも呼ばれている。
大谷翔平とはオールスターゲームで親交を深めるようになり、2023年のマリナーズ時代には投手大谷との対戦で死球を受けたが胸に拳を当て大丈夫だとジェスチャーし、紳士的な対応も話題となった。 2024年にはドジャースで初めて同僚となった。

## 詳細情報

### 年度別打撃成績
| 年 度    | 球 団    | 試 合 | 打 席 | 打 数 | 得 点 | 安 打 | 二 塁 打 | 三 塁 打 | 本 塁 打 | 塁 打 | 打 点 | 盗 塁 | 盗 塁 死 | 犠 打 | 犠 飛 | 四 球 | 敬 遠 | 死 球 | 三 振 | 併 殺 打 | 打 率 | 出 塁 率 | 長 打 率 | O P S |
| -------- | -------- | ----- | ----- | ----- | ----- | ----- | -------- | -------- | -------- | ----- | ----- | ----- | -------- | ----- | ----- | ----- | ----- | ----- | ----- | -------- | ----- | -------- | -------- | ----- |
| 2016     | HOU      | 41    | 112   | 100   | 15    | 23    | 7        | 0        | 4        | 42    | 11    | 0     | 2        | 0     | 1     | 11    | 1     | 0     | 28    | 5        | .230  | .304     | .420     | .724  |
| 2017     | HOU      | 1     | 0     | 0     | 0     | 0     | 0        | 0        | 0        | 0     | 0     | 0     | 0        | 0     | 0     | 0     | 0     | 0     | 0     | 0        | ----  | ----     | ----     | ----  |
| 2017     | TOR      | 26    | 95    | 88    | 16    | 23    | 6        | 0        | 8        | 53    | 20    | 0     | 1        | 0     | 1     | 6     | 0     | 0     | 36    | 0        | .261  | .305     | .602     | .908  |
| '17計    | TOR      | 27    | 95    | 88    | 16    | 23    | 6        | 0        | 8        | 53    | 20    | 0     | 1        | 0     | 1     | 6     | 0     | 0     | 36    | 0        | .261  | .305     | .602     | .908  |
| 2018     | TOR      | 134   | 523   | 476   | 67    | 114   | 29       | 7        | 22       | 223   | 57    | 5     | 5        | 0     | 3     | 41    | 0     | 3     | 163   | 14       | .239  | .302     | .468     | .771  |
| 2019     | TOR      | 125   | 464   | 417   | 58    | 96    | 19       | 2        | 26       | 197   | 65    | 6     | 3        | 0     | 1     | 45    | 1     | 1     | 153   | 8        | .230  | .306     | .472     | .778  |
| 2020     | TOR      | 50    | 207   | 190   | 33    | 55    | 7        | 0        | 16       | 110   | 34    | 6     | 1        | 0     | 1     | 14    | 0     | 1     | 63    | 4        | .289  | .340     | .579     | .919  |
| 2021     | TOR      | 143   | 595   | 550   | 92    | 163   | 29       | 0        | 32       | 288   | 116   | 12    | 4        | 0     | 2     | 36    | 1     | 7     | 148   | 5        | .296  | .346     | .524     | .870  |
| 2022     | TOR      | 131   | 535   | 499   | 71    | 133   | 35       | 1        | 25       | 245   | 77    | 6     | 3        | 0     | 0     | 34    | 0     | 2     | 152   | 18       | .267  | .316     | .491     | .807  |
| 2023     | SEA      | 160   | 678   | 625   | 70    | 161   | 29       | 2        | 26       | 272   | 93    | 7     | 2        | 0     | 7     | 38    | 2     | 8     | 211   | 6        | .258  | .305     | .435     | .741  |
| 2024     | LAD      | 154   | 652   | 589   | 84    | 160   | 32       | 2        | 33       | 295   | 99    | 12    | 3        | 0     | 1     | 53    | 3     | 8     | 188   | 7        | .272  | .339     | .501     | .840  |
| MLB：9年 | MLB：9年 | 965   | 3861  | 3534  | 506   | 928   | 193      | 14       | 192      | 1725  | 572   | 54    | 24       | 0     | 17    | 278   | 8     | 30    | 1142  | 67       | .263  | .320     | .488     | .808  |

- 2024年度シーズン終了時

### WBSCプレミア12での打撃成績
| 年 度 | 代 表          | 試 合 | 打 席 | 打 数 | 得 点 | 安 打 | 二 塁 打 | 三 塁 打 | 本 塁 打 | 塁 打 | 打 点 | 盗 塁 | 盗 塁 死 | 犠 打 | 犠 飛 | 四 球 | 敬 遠 | 死 球 | 三 振 | 併 殺 打 | 打 率 | 出 塁 率 | 長 打 率 |
| ----- | -------------- | ----- | ----- | ----- | ----- | ----- | -------- | -------- | -------- | ----- | ----- | ----- | -------- | ----- | ----- | ----- | ----- | ----- | ----- | -------- | ----- | -------- | -------- |
| 2015  | ドミニカ共和国 | 4     | 16    | 15    | 3     | 5     | 1        | 0        | 1        | 9     | 1     | 1     | 0        | 0     | 0     | 1     | 0     | 0     | 5     | 0        | .333  | .375     | .600     |

### WBCでの打撃成績
| 年 度 | 代 表          | 試 合 | 打 席 | 打 数 | 得 点 | 安 打 | 二 塁 打 | 三 塁 打 | 本 塁 打 | 塁 打 | 打 点 | 盗 塁 | 盗 塁 死 | 犠 飛 | 四 球 | 敬 遠 | 死 球 | 三 振 | 併 殺 打 | 打 率 | 出 塁 率 | 長 打 率 |
| ----- | -------------- | ----- | ----- | ----- | ----- | ----- | -------- | -------- | -------- | ----- | ----- | ----- | -------- | ----- | ----- | ----- | ----- | ----- | -------- | ----- | -------- | -------- |
| 2023  | ドミニカ共和国 | 4     | 7     | 5     | 0     | 0     | 0        | 0        | 0        | 0     | 0     | 0     | 0        | 0     | 2     | 0     | 0     | 3     | 0        | .000  | .286     | .000     |

### 年度別守備成績
| 年 度 | 球 団 | 左翼（LF） | 左翼（LF） | 左翼（LF） | 左翼（LF） | 左翼（LF） | 左翼（LF） | 中堅（CF） | 中堅（CF） | 中堅（CF） | 中堅（CF） | 中堅（CF） | 中堅（CF） | 右翼（RF） | 右翼（RF） | 右翼（RF） | 右翼（RF） | 右翼（RF） | 右翼（RF） |
| 年 度 | 球 団 | 試 合      | 刺 殺      | 補 殺      | 失 策      | 併 殺      | 守 備 率   | 試 合      | 刺 殺      | 補 殺      | 失 策      | 併 殺      | 守 備 率   | 試 合      | 刺 殺      | 補 殺      | 失 策      | 併 殺      | 守 備 率   |
| ----- | ----- | ---------- | ---------- | ---------- | ---------- | ---------- | ---------- | ---------- | ---------- | ---------- | ---------- | ---------- | ---------- | ---------- | ---------- | ---------- | ---------- | ---------- | ---------- |
| 2016  | HOU   | 22         | 19         | 0          | 0          | 0          | 1.000      | 15         | 17         | 1          | 1          | 0          | .947       | 6          | 10         | 0          | 1          | 0          | .909       |
| 2017  | HOU   | -          | -          | -          | -          | -          | -          | -          | -          | -          | -          | -          | -          | 1          | 1          | 0          | 0          | 0          | 1.000      |
| 2017  | TOR   | 18         | 21         | 1          | 1          | 0          | .957       | 5          | 13         | 0          | 0          | 0          | 1.000      | 2          | 4          | 0          | 0          | 0          | 1.000      |
| '17計 | TOR   | 18         | 21         | 1          | 1          | 0          | .957       | 5          | 13         | 0          | 0          | 0          | 1.000      | 3          | 5          | 0          | 0          | 0          | 1.000      |
| 2018  | TOR   | 87         | 142        | 8          | 4          | 2          | .974       | -          | -          | -          | -          | -          | -          | 35         | 69         | 3          | 4          | 0          | .947       |
| 2019  | TOR   | 46         | 78         | 7          | 3          | 4          | .966       | 79         | 183        | 2          | 0          | 0          | 1.000      | -          | -          | -          | -          | -          | -          |
| 2020  | TOR   | -          | -          | -          | -          | -          | -          | 9          | 14         | 1          | 0          | 0          | 1.000      | 40         | 62         | 6          | 3          | 2          | .958       |
| 2021  | TOR   | 58         | 40         | 0          | 2          | 0          | .952       | 2          | 0          | 0          | 0          | 0          | ----       | 110        | 220        | 7          | 3          | 1          | .987       |
| 2022  | TOR   | 8          | 16         | 0          | 0          | 0          | 1.000      | -          | -          | -          | -          | -          | -          | 117        | 227        | 10         | 4          | 1          | .983       |
| 2023  | SEA   | -          | -          | -          | -          | -          | -          | -          | -          | -          | -          | -          | -          | 135        | 249        | 12         | 3          | 7          | .989       |
| 2024  | LAD   | 120        | 156        | 3          | 3          | 3          | .981       | -          | -          | -          | -          | -          | -          | 60         | 97         | 4          | 0          | 0          | 1.000      |
| MLB   | MLB   | 359        | 472        | 19         | 13         | 9          | .974       | 110        | 227        | 4          | 1          | 0          | .996       | 506        | 939        | 42         | 18         | 11         | .982       |

- 2024年度シーズン終了時
- 各年度の太字はリーグ最高

### 表彰
- シルバースラッガー賞（外野手部門）：3回（2020年、2021年、2024年）
- オールMLBチーム[41]
  - セカンドチーム外野手：2回（2021年、2024年）

### 記録
- MLBオールスターゲーム選出：2回（2021年、2024年）
- ホームランダービー優勝：1回（2024年）

### 背番号
- 35（2016年 - 2017年途中、2023年）
- 37（2017年途中 - 2022年、2024年 - ）

### 代表歴
- 2015 WBSCプレミア12 ドミニカ共和国代表
- 2023 ワールド・ベースボール・クラシック ドミニカ共和国代表